# Marie-Léopoldine d'Autriche
Pour les articles homonymes, voir Marie-Léopoldine d'Autriche (1632-1649).
Titres
Impératrice du Brésil
12 octobre 1822 – 11 décembre 1826
(4 ans, 1 mois et 29 jours)
Reine consort de Portugal et des Algarves
10 mars – 2 mai 1826
(1 mois et 22 jours)
Marie-Léopoldine Josèphe Caroline de Habsbourg-Lorraine, archiduchesse d'Autriche, princesse de Bohême et de Hongrie , née le 22 janvier 1797 à Vienne et morte le 11 décembre 1826 à Rio de Janeiro est le première impératrice du Brésil. Fille de François Ier de Habsbourg-Lorraine, dernier empereur romain germanique et premier empereur d'Autriche et de Marie-Thérèse de Bourbon-Sicile. Elle épouse Pierre Ier, empereur du Brésil et roi du Portugal.

## Biographie
L'archiduchesse est la cinquième enfant du couple impérial mais deux de ses soeurs sont déjà mortes au berceau. L'enfant naît pendant une période troublée.  L'Europe est confrontée à la Révolution française dont les armées ont notamment conquis la rive gauche du Rhin. Le traité de Campoformio signé en 1796 d'autorité par un jeune général inconnu, Napoléon Bonaparte, a donné les Pays-Bas autrichiens et le duché de Milan à la France mais aussi la République de Venise à l'Autriche. En 1799, ledit général prend le pouvoir en France et instaure un régime autoritaire et en 1805 se fait proclamer empereur des Français. Dans le même temps, ses armées ont de nouveau envahi le Saint-Empire et sont parvenues jusqu'à Vienne, que la famille impériale a fui pour se réfugier en Hongrie. Les souverains italiens, apparentés à la famille impériale, chassés de leur États, se réfugient à Vienne. 
L'impératrice meurt en couches en 1807. L'empereur se remarie avec une cousine en exil qui se comportera en grande soeur attentionnée pour ses beaux-enfants. Cependant les armées françaises envahissent de nouveau l'Autriche en 1809. La famille impériale se réfugie de nouveau en Hongrie. Vaincue, l'Autriche doit négocier et en 1810  la famille mortifiée voit l'aînée des enfants impériaux, Marie-Louise, partir pour Paris épouser Napoléon Ier puis revenir en 1814 vaincue avec son fils. À l'instar des autres membres de la famille, l'adolescente sera une tante pleine d'attention pour son jeune neveu Napoléon II. Tandis que les princes et les diplomates Européens redessinent la carte de l'Europe lors d'un congrès qui se tient à Vienne où est également envisagée la réconciliation des dynasties plus ou moins compromises avec le régime napoléonien par la négociation de mariages avisés. Veuf pour la troisième fois, l'empereur épouse une fille du roi de Bavière, tout en négociant le mariage de son fils avec une demi-soeur de sa nouvelle épouse. Marie-Léopoldine est destinée au trône du Portugal. Cependant, confrontée à l'invasion napoléonienne, la famille royale portugaise s'est réfugiée en 1807 dans ses colonies sud-américaines et réside toujours à Rio de Janeiro.

Débarquement de l'archiduchesse Marie-Léopoldine au Brésil, pour son mariage.

La jeune archiduchesse embarque en 1817 à bord de la frégate SMS Augusta pour le Brésil. Le 6 novembre 1817, à Rio de Janeiro, sont célébrées les noces du prince héritier Pierre de Bragance (1798-1834), fils aîné du roi Jean VI de Portugal et de l'infante Charlotte Joachime d'Espagne et de l'archiduchesse. La nouvelle infante de Portugal donne sept enfants à la couronne en 9 ans de mariage. 
En 1820, la famille royale rentre au Portugal mais le prince héritier reste au Brésil. En 1822, le Brésil proclama son indépendance et le prince Pierre est proclamé empereur du Brésil, tout en restant prince héritier du Portugal, Léopoldine devenant impératrice. Il semble qu'elle joue un rôle certain dans la politique de son nouveau pays. Elle est connue pour avoir favorisé auprès de son époux l'immigration d'origine germanophone - notamment originaires de la vallée de la Sarre Lorraine, important le platt - au Brésil. Cependant l'empereur se révèle un homme colérique et un mari peu fidèle.
Enceinte pour la huitième fois, l'impératrice meurt après avoir fait une fausse-couche. Le bruit courut que celle-ci avait été causée par les coups que lui aurait donnés l'empereur au cours d'une dispute.
Elle est d'abord inhumée à Rio de Janeiro au couvent de Ajuda puis en 1911 au couvent de Saint-Antoine. En 1954, on transfère définitivement sa dépouille au monument de l'Ipiranga à São Paulo.
L'empereur, âgé de 28 ans cherche à se remarier mais sa réputation de mari violent lui ferme les portes des cours européennes. Il épouse en 1828 une princesse franco-Bavaroise, Amélie de Leuchtenberg, fille du défunt Eugène de Beauharnais et de la princesse Augusta-Amélie de Bavière.

## Descendance

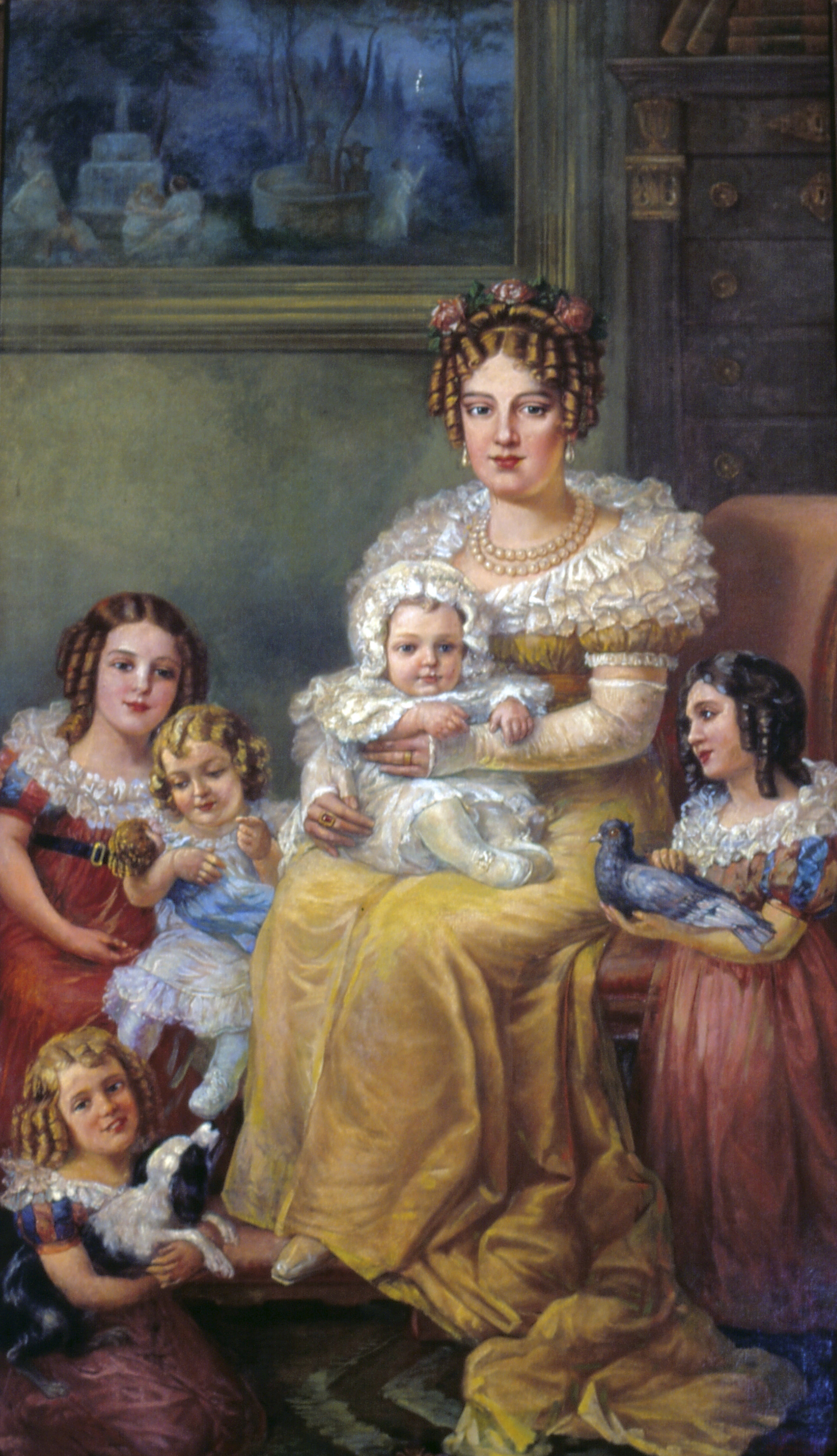
L'impératrice Marie-Léopoldine et ses enfants.

- Marie II (1819-1853), reine de Portugal
- Michel (1820-1820)
- Jean (1821-1822)
- Janvière (1822-1901), mariée en 1844 à Louis de Bourbon-Siciles (1824-1897), comte d'Aquila
- Paule (1823-1833)
- Françoise (1824-1898), mariée en 1843 à François d'Orléans (1818-1900), prince de Joinville
- Pierre (1825-1891), empereur du Brésil, marié en 1843 à Thérèse-Christine de Bourbon-Siciles (1822-1889)
- Fausse couche